# Schweizer Bauernkrieg
Der Schweizer Bauernkrieg war ein Volksaufstand in der Alten Eidgenossenschaft im Jahr 1653. Eine Abwertung der Berner Währung führte im bernischen Emmental und im angrenzenden luzernischen Entlebuch zu weit verbreiteter Steuerverweigerung, die sich nach Solothurn, Basel und in den Aargau ausweitete. Die Landbevölkerung forderte von der städtischen Obrigkeit steuerliche Entlastung. Als die Forderungen zurückgewiesen wurden, drohten die Untertanen mit einer Blockade der Städte. Nachdem anfängliche, durch andere eidgenössische Orte ausgehandelte Kompromisse gescheitert waren, schlossen sich Vertreter der ländlichen Regionen in Huttwil zu einem Bauernbund zusammen. Die Bewegung radikalisierte sich und begann weitere Forderungen zu stellen. Der Huttwiler Bund betrachtete sich als gleichberechtigt gegenüber den Städten und übernahm die Souveränität in den von ihm kontrollierten Gebieten im westlichen Schweizer Mittelland.
Die Aufständischen belagerten Bern und Luzern, woraufhin die Städte mit Bauernführer Niklaus Leuenberger einen Friedensvertrag abschlossen, den Murifeldvertrag. Als das Bauernheer sich zurückzog, entsandte die Tagsatzung von Zürich aus eine Armee, um den Aufstand endgültig niederzuschlagen. Nach der Schlacht von Wohlenschwil am 3. Juni 1653 wurde der Huttwiler Bauernbund gemäss dem Frieden von Mellingen aufgelöst. Die letzten Widerstandsnester im Entlebuch hielten sich bis Ende Juni. Die siegreichen Städte gingen mit harter Hand gegen die Aufständischen vor, Bern erklärte den Murifeldvertrag für null und nichtig. Die Obrigkeit liess zahlreiche Exponenten des Aufstands gefangen nehmen, foltern und hinrichten.
Obwohl die herrschenden städtischen Eliten einen vollständigen militärischen Erfolg errangen, zeigte der Bauernkrieg auf, dass sie von ihren ländlichen Untertanen abhängig waren. Bald nach dem Krieg kam es zu einer Reihe von Reformen und Steuersenkungen, womit die Obrigkeit den ursprünglichen fiskalischen Forderungen der Aufständischen entgegenkam. Langfristig gesehen verhinderte der Schweizer Bauernkrieg eine exzessive Auslegung des Absolutismus wie beispielsweise in Frankreich.

## Hintergrund
Die Alte Eidgenossenschaft war im 17. Jahrhundert ein Zusammenschluss von dreizehn weitgehend unabhängigen Orten. Der Bund umfasste sowohl Landkantone als auch Stadtstaaten, die ihr Territorium auf Kosten der bisher herrschenden Lehnsherren mit politischen und militärischen Mitteln in den ländlichen Raum ausgedehnt hatten. Die Städte übernahmen die bereits bestehenden Verwaltungsstrukturen. In diesen Stadtkantonen herrschten die Stadträte über ihre Untertanen auf dem Land; sie übten die Gerichtsbarkeit aus und setzten die Landvögte ein.
Land- und Stadtorte waren in der Eidgenossenschaft gleichberechtigt. Jeder Ort war in seinem Gebiet souverän, verfolgte seine eigene Aussenpolitik und prägte sein eigenes Geld. Das einzige zentrale Gremium, die Tagsatzung, hatte keine wirkliche Macht und diente eher als Koordinationsinstrument. Die Reformation im frühen 16. Jahrhundert führte zu einer konfessionellen Spaltung, so dass die Tagsatzung oft durch Meinungsverschiedenheiten zwischen den gleich starken Blöcken der katholischen und der protestantischen Seite gelähmt wurde, was auch ihre weitere Konsolidierung verhinderte. Die seit dem frühen 15. Jahrhundert eroberten Gebiete standen als Gemeine Herrschaften unter der gemeinsamen Kontrolle der dreizehn Orte und waren ebenfalls Untertanengebiete.

## Ursachen des Konflikts
Grundsätzlich ist der Schweizer Bauernkrieg von 1653 die Folge rasch wechselnder wirtschaftlicher Verhältnisse nach dem Ende des Dreissigjährigen Krieges. Das Gebiet der Eidgenossenschaft war von jeglichen Kampfhandlungen verschont geblieben (mit Ausnahme weniger zugewandter Orte). Die Schweizer Landbevölkerung hatte in der Regel von der Kriegswirtschaft profitiert, da sie in der Lage war, Nahrungsmittel zu höheren Preisen als zuvor zu exportieren. Nach dem Westfälischen Frieden von 1648 erholte sich die Wirtschaft im süddeutschen Raum rasch. Die Schweizer Exporte schwanden dahin und die Preise für landwirtschaftliche Produkte sanken. Viele Schweizer Bauern, die während der Hochkonjunktur der Kriegsjahre Kredite aufgenommen hatten, waren nun in Zeiten der Nachkriegsdeflation hoch verschuldet.
Gleichzeitig verursachte der Krieg seit den 1620er Jahren hohe Kosten für die Städte, die sich beispielsweise mit dem Bau neuer Verteidigungsanlagen gegen mögliche Angriffe fremder Truppen zu wappnen versuchten. Eine bedeutende Einnahmequelle der Orte versiegte: Frankreich und Spanien zahlten nicht länger Pensionen für die Bereitstellung von Söldnerregimentern, so genannten Reisläufern. Die städtischen Obrigkeiten versuchten den Einnahmenausfall zu kompensieren, indem sie bestehende Steuern erhöhten und neue einführten. Ausserdem liessen sie weniger wertvolle Batzen-Münzen aus Kupfer prägen, die denselben Nennwert wie die vorher geprägten Silbermünzen hatten. Die Bevölkerung begann, die Silbermünzen zu horten, und die billigen Kupfermünzen, die im Umlauf blieben, verloren kontinuierlich an Kaufkraft. Bereits 1623 begannen Zürich, Basel und die Innerschweizer Orte wieder wertvollere Münzen zu prägen. Bern, Solothurn und Freiburg legten stattdessen einen gesetzlich vorgeschriebenen Umtauschkurs zwischen Kupfer- und Silbermünzen fest, doch diese Massnahme konnte den Wertverlust nicht wettmachen. Deshalb sah sich die Bevölkerung bei Kriegsende sowohl mit einer Nachkriegsdepression als auch mit hoher Inflation konfrontiert; hinzu kam die hohe Steuerlast. Diese finanzielle Krise hatte eine Reihe von Steuerrevolten in verschiedenen Orten der Eidgenossenschaft zur Folge, beispielsweise 1629–1636 in Luzern, 1641 in Bern oder 1645/46 in Zürich. Der Aufstand von 1653 setzte diese Serie fort, liess den Konflikt aber beispiellos eskalieren.
Seit dem 16. Jahrhundert schränkten die Städte die Aufnahme von Neubürgern, d. h. Hintersassen aus dem Untertanengebiet oder dem Ausland, immer mehr ein, bis schliesslich keine Neubürger mehr aufgenommen wurden. Innerhalb der Städte selbst konzentrierte sich die Macht in den Händen weniger regimentsfähiger Patrizierfamilien, die ihre öffentlichen Ämter als erblich betrachteten und zunehmend eine aristokratisch-absolutistische Haltung einnahmen. Allmählich bildete sich eine städtische Magistraten-Oligarchie heraus. Diese Machtkonzentration auf eine kleine Elite führte zu einer sozialen Abschottung, die sowohl die Landbevölkerung als auch die niederen städtischen Gesellschaftsschichten von jeglicher Einflussnahme ausschloss. Die Untertanen mussten sich Dekreten fügen, die ohne ihre Zustimmung erlassen wurden, ihre althergebrachten Rechte ignorierten und ihre sozialen und kulturellen Freiheiten einschränkten.

## Beginn des Aufstands

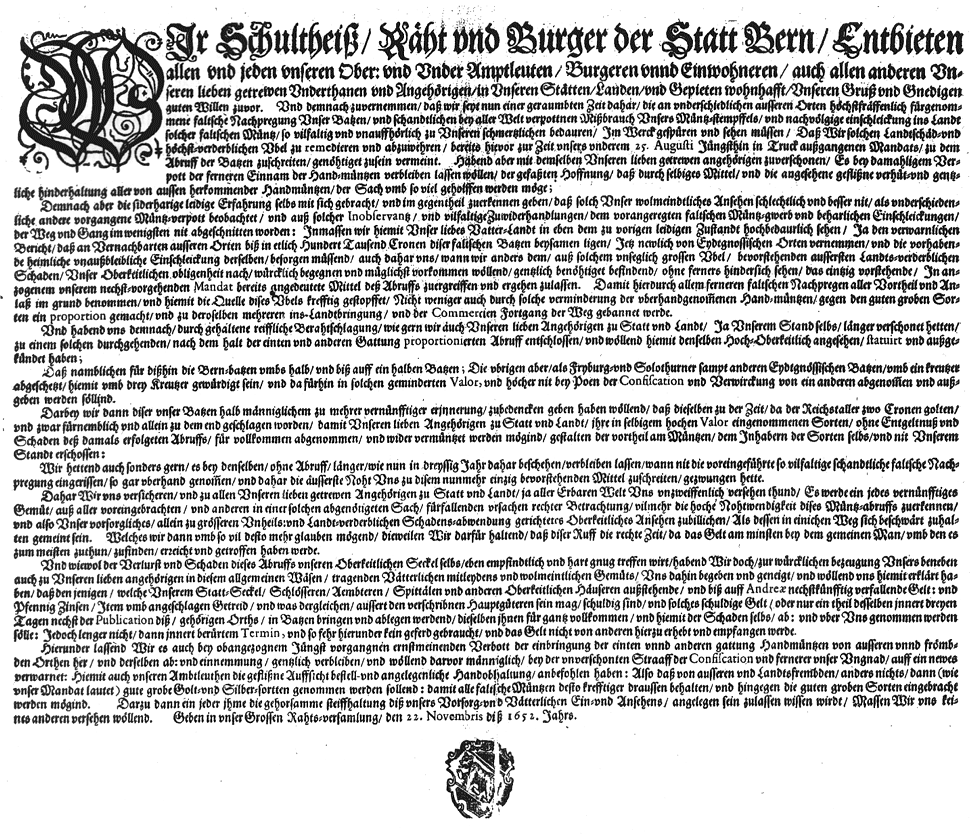
Erlass der Berner Obrigkeit zur Abwertung des Batzens

Am 2. Dezember 1652 wertete Bern den Kupferbatzen um 50 % ab, um den Nennwert an den eigentlichen Wert anzugleichen und damit die Inflation zu bekämpfen. Die Obrigkeit setzte eine Frist von nur drei Tagen, um die Kupfermünzen zum alten Wechselkurs gegen stabilere Gold- oder Silbermünzen umzutauschen. Nur wenige konnten dieses Umtauschangebot wahrnehmen, weshalb viele Untertanen, insbesondere auf dem Land, auf einen Schlag die Hälfte ihres Vermögens verloren. Andere Orte der Eidgenossenschaft folgten dem Berner Beispiel und werteten ebenfalls ab. Am schlimmsten war die Situation im Luzerner Entlebuch, wo besonders viele Berner Batzen im Umlauf waren. Die finanzielle Situation wurde für zahlreiche Landbewohner untragbar. Insidergeschäfte der herrschenden Luzerner Magistraten verstärkten die Unruhe unter der Bevölkerung. Die Untertanen des Entlebuchs entsandten eine Delegation nach Luzern, angeführt von Hans Emmenegger aus Schüpfheim und Christian Schybi aus Escholzmatt, um Abhilfe zu verlangen. Doch der Stadtrat weigerte sich, die Delegation auch nur anzuhören. Die aufgebrachten Untertanen organisierten eine Landsgemeinde in Heiligkreuz bei Hasle, obwohl Versammlungen solcher Art verboten waren. Die Landsgemeinde, die am 15. Februar 1653 im Anschluss an die Heilige Messe stattfand, beschloss die Suspendierung aller Steuerzahlungen, bis die Luzerner Regierung ihre Forderungen erfüllte. Verlangt wurden allgemeine Steuersenkungen sowie die Abschaffung der Abgaben auf den Salz-, Vieh- und Pferdehandel.
Die Luzerner Obrigkeit war nicht gewillt, den Forderungen der Bevölkerung nachzugeben. Es gelang ihr aber auch nicht, den Aufruhr zu unterdrücken. Die überwiegende Mehrheit der ländlichen Gemeinden schlug sich auf die Seite der Entlebucher Bauern und bildete am 26. Februar 1653 in Wolhusen eine Allianz. Anfang März schlossen sich auch die Untertanen aus dem benachbarten Emmental an und richteten ähnliche Forderungen an die bernische Obrigkeit. Beide Orte riefen die unbeteiligten Mitglieder der Eidgenossenschaft dazu auf, in dem Konflikt zu vermitteln, doch zur selben Zeit begann sich die Tagsatzung auf eine militärische Lösung des Konflikts vorzubereiten. Schaffhauser und Basler Truppen wurden in Richtung des Aargaus entsandt; diese Massnahme löste umgehend bewaffneten Widerstand unter der Bevölkerung aus, so dass die Truppen sich zurückziehen mussten.
Am 18. März schlugen die vermittelnden katholischen Orte der Innerschweiz in Luzern eine Resolution vor, welche die meisten Forderungen der Untertanen erfüllen würde, insbesondere die fiskalischen. In Bern schlug eine reformierte Delegation, die unter der Leitung des Zürcher Bürgermeisters Johann Heinrich Waser stand, am 4. April einen ähnlichen Kompromiss vor. Das bernische Emmental und die meisten luzernischen Ämter willigten in diese Resolutionen ein, und ihre Repräsentanten legten neue Treueschwüre ab. Die Entlebucher akzeptierten das Angebot der Obrigkeit dagegen nicht, da der Aufstand für illegal erklärt worden war und dessen Anführer bestraft werden sollten. Bei einem Treffen in Signau am 10. April überzeugten die Entlebucher Delegierten ihre Emmentaler Nachbarn, und die Versammlung beschloss, die in Bern abgelegten Treueschwüre nicht zu halten.
Weniger konfliktträchtig verlief die Auseinandersetzung zwischen Obrigkeit und Landbevölkerung in Solothurn. Hier gelang es Adam Zeltner aus Niederbuchsiten, dem Untervogt von Neu-Bechburg, zwischen der Regierung auf der einen Seite und den Untertanen sowie den Bürgern der benachteiligten Stadt Olten auf der anderen Seite zu vermitteln. Erleichtert wurde dies dadurch, dass die Probleme auf solothurnischem Gebiet weniger stark ausgeprägt waren als anderswo. So hatte die Obrigkeit die lokalen Sonderrechte bereits vor der Zeit der Reformation unterdrückt, so dass sie weitgehend in Vergessenheit geraten waren. Ausserdem waren in Solothurn geprägte Münzen weniger stark von der Entwertung betroffen, da ihr Wert früher angepasst worden war. Indem er unablässig zu Mässigung und Zurückhaltung aufrief, hielt Zeltner Solothurn weitgehend aus den folgenden Ereignissen heraus.

## Huttwiler Bauernbund

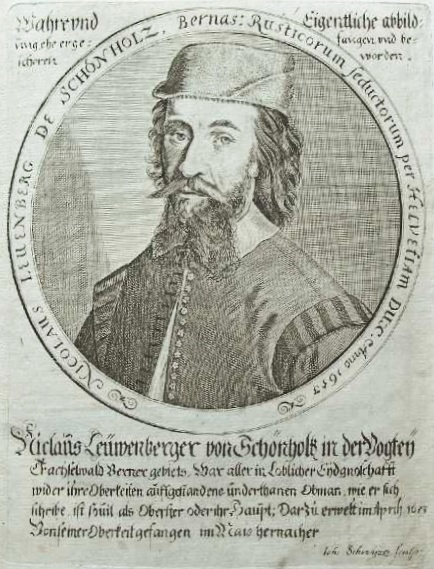
Zeitgenössische Gravur von Niklaus Leuenberger

Die Vertreter der Obrigkeit berieten an der Tagsatzung darüber, wie mit dem Aufstand umzugehen sei. Währenddessen strebten die Untertanen danach, die Unterstützung der Landbevölkerung anderer Regionen zu gewinnen und eine formelle Allianz zu bilden. Eine nach Zürich entsandte Delegation wurde umgehend zurückgewiesen. Die Zürcher Obrigkeit, die bereits 1645 und 1646 lokale Aufstände auf ihrem Territorium niedergeschlagen hatte, erkannte die Gefahr der Aufwiegelung. Am 23. April trafen sich Repräsentanten der Landbevölkerung von Luzern, Bern und Basel in Sumiswald und schlossen eine Allianz, um sich bei der Durchsetzung ihrer Ziele gegenseitig zu unterstützen, während Solothurn sich mit einer Beobachterrolle zufriedengab. Eine Woche später trafen sie sich in Huttwil erneut, wo sie die Allianz erneuerten und Niklaus Leuenberger aus Rüderswil zu ihrem Anführer wählten.
Am 14. Mai fand in Huttwil eine weitere Landsgemeinde statt. Sie formalisierte das Bündnis durch die Unterzeichnung eines schriftlichen Vertrags im Stil der alten Bundesbriefe der Eidgenossenschaft. In diesem Vertrag wurde der Bauernbund eindeutig als eigenständige politische Einheit festgelegt, die sich als gleichberechtigt und unabhängig von den Städten betrachtete. Die Steuerrevolte war nun zu einer Unabhängigkeitsbewegung geworden, die ideologisch auf den Gründungsmythen der Schweiz basierte, insbesondere der Legende von Wilhelm Tell. Juristisch rechtfertigten die Untertanen ihre Versammlungen und ihr Bündnis mit althergebrachten Rechten und insbesondere mit dem Stanser Verkommnis von 1481, einem der wichtigsten Bündnisverträge der Eidgenossenschaft.
Zu diesem Zeitpunkt hatten die Untertanen die volle Souveränität über das von ihnen kontrollierte Territorium erlangt. Sie weigerten sich, die Gerichtsbarkeit der städtischen Obrigkeit anzuerkennen, und beherrschten das Gebiet auch militärisch. Der Huttwiler Bauernbund erklärte offen seine Absicht, so lange zu expandieren, bis er die ländliche Bevölkerung der gesamten Eidgenossenschaft umfasste. Die Mehrheit der Landbevölkerung unterstützte den Aufstand, die widersprechende Minderheit wurde durch Drohungen und gelegentlich auch durch Anwendung von Gewalt eingeschüchtert. Der Informationsfluss zwischen den Städten war unterbrochen, offizielle Gesandte wurden aufgehalten und Boote auf den Flüssen gekapert. Die Untertanen schickten sogar einen Brief an den französischen Botschafter in Solothurn, in welchem sie König Ludwig XIV. ihre guten Absichten versicherten.
Die konfessionellen Konflikte, welche die Beziehungen zwischen den herrschenden städtischen Obrigkeiten dominierten, waren für die Angehörigen des Huttwiler Bauernbundes zweitrangig. Die Allianz überbrückte die konfessionelle Spaltung, indem sie Katholiken aus dem Entlebuch und dem Solothurnischen sowie Reformierte aus dem Emmental und dem Baselbiet vereinte. Der Vertrag von Huttwil erkannte explizit die Bikonfessionalität an. Bei ihren Verhandlungen um militärische Unterstützung verharrten die Städte in ihren jeweiligen konfessionellen Sphären. Das katholische Luzern ersuchte bei den katholischen Innerschweizer Orten um Vermittlung und später um militärische Unterstützung, während das reformierte Bern sich an das reformierte Zürich wandte. Das Misstrauen zwischen den Obrigkeiten der katholischen und der reformierten Orte war so gross, dass kein Ort den Truppen der jeweils anderen Konfession das Recht zugestehen wollte, auf seinem Territorium zu operieren.

## Militärische Konfrontation

Feldzüge im Schweizer Bauernkrieg

Beide Seiten begannen sich offen auf einen bewaffneten Konflikt vorzubereiten. Die Städte sahen sich mit dem Problem konfrontiert, dass ihre Armeen aus Milizen bestanden, die aus der Landbevölkerung ihrer Untertanengebiete rekrutiert wurden, jedoch genau diese Landbevölkerung gegen sie aufbegehrte. Bern begann, Truppen aus dem Waadtland und dem Oberland zusammenzuziehen – zwei Regionen, die vom Aufstand unberührt geblieben waren. Die Obrigkeiten Berns und Luzerns erhielten an der Tagsatzung Unterstützung durch die anderen eidgenössischen Orte. In einer Zürcher Depesche war erstmals von einer «Revolution» die Rede. Diese Nachricht scheint die erste dokumentierte Verwendung des Wortes Revolution im modernen Sinne zu enthalten, die einen politischen Umsturz meint und nicht etwa mit einer kreisenden Bewegung in Verbindung gebracht wird.
Am 18. Mai stellten die Untertanen den Städten Bern und Luzern ein Ultimatum. Als Bern mit einer Protestnote antwortete, marschierte das 16'000 Mann starke Bauernheer unter der Führung Leuenbergers los und kam am 22. Mai vor der Stadt an. Ein zweites, von Emmenegger angeführtes Heer belagerte Luzern. Die Obrigkeiten waren auf einen bewaffneten Konflikt unvorbereitet und nahmen sofort Verhandlungen auf. Innerhalb weniger Tage wurden Friedensabkommen ausgehandelt. Im Murifeldfrieden (benannt nach dem Murifeld, wo das Bauernheer lagerte), der von Leuenberger und Schultheiss Niklaus Dachselhofer unterzeichnet wurde, versprach der Rat der Stadt Bern am 28. Mai, die fiskalischen Forderungen der Landbewohner zu erfüllen; im Gegenzug sollte der Huttwiler Bauernbund aufgelöst werden. In Anbetracht dieser Entwicklung vereinbarten die Stadt Luzern und das belagernde Bauernheer einen Waffenstillstand. Leuenbergers Heer beendete die Belagerung und zog sich zurück, doch zahlreiche Aufständische weigerten sich, die Bedingungen zu akzeptieren und den Huttwiler Bauernbund aufzulösen.
Ohne Kenntnis der aktuellen Ereignisse stellte Zürich am 30. Mai eine Armee zusammen, bestehend aus Soldaten aus den zürcherischen Untertanengebieten, aus dem Thurgau und aus Schaffhausen. Ihr Auftrag lautete, jeglichen bewaffneten Widerstand ein für allemal zu brechen. Unter dem Kommando von Konrad Werdmüller zogen rund 8000 Mann mit 800 Pferden und 18 Kanonen in Richtung Aargau. Drei Tage später kontrollierte Werdmüllers Armee den wichtigen Übergang über die Reuss in Mellingen. In den Hügeln rund um die nahe gelegenen Dörfer Wohlenschwil und Othmarsingen versammelte sich ein Bauernheer mit 24'000 Mann, angeführt von Leuenberger und Schybi. Eine Delegation der Aufständischen versuchte, mit Werdmüller zu verhandeln, und zeigte ihm den auf dem Murifeld unterzeichneten Friedensvertrag. Werdmüller, der bis dahin keine Kenntnis davon hatte, weigerte sich, die Gültigkeit des Vertrags anzuerkennen, und verlangte die bedingungslose Kapitulation. Das Bauernheer griff am 3. Juni Werdmüllers Armee an. Da es schlecht ausgerüstet war und über keinerlei Artillerie verfügte, wurde es in der Schlacht von Wohlenschwil entscheidend geschlagen. Die Untertanen sahen sich gezwungen, den Frieden von Mellingen zu unterzeichnen, der die Auflösung des Huttwiler Bauernbundes verlangte. Das geschlagene Bauernheer zog sich zurück, woraufhin die Obrigkeiten eine Amnestie verkündeten, die jedoch nicht für die Anführer des Aufstands galt.
Berner Truppen unter dem Kommando von Sigmund von Erlach stiessen mit 6000 Mann und 19 Kanonen in den Aargau vor, um sich mit den Zürchern zu verbinden. Unter diesem doppelten Druck brach der Widerstand der Untertanen endgültig zusammen. Die Operation glich einer Strafexpedition: Die Truppen plünderten die Dörfer auf ihrem Weg und schleiften sogar die Befestigungsanlagen des Städtchens Wiedlisbach, das anschliessend sein Stadtrecht verlor und wieder zu einem Dorf erklärt wurde. Am 7. Juni traf die Berner Armee auf rund 2000 Mann aus Leuenbergers Armee, die sich nach der Schlacht von Wohlenschwil auf dem Rückweg befanden. Die Rebellen zogen sich nach Herzogenbuchsee zurück, wo sie besiegt wurden. Das Dorf ging während der Kampfhandlungen in Flammen auf. Niklaus Leuenberger floh und versteckte sich, doch ein Nachbar verriet ihn an die Behörden. Er wurde am 9. Juni durch Samuel Tribolet, den Landvogt von Trachselwald, verhaftet.
Das Entlebuch, wo der Aufstand begonnen hatte, widersetzte sich etwas länger. Bauerntruppen unter Schybis Kommando versuchten am 5. Juni vergeblich, die Brücke von Gisikon einzunehmen. Truppen aus der Stadt Luzern und den Innerschweizer Orten, die unter dem Kommando von Sebastian Peregrin Zwyer standen, schlugen den Angriff erfolgreich zurück. In den folgenden zwei Wochen stiess Zwyer langsam durch das Tal vor, bis es am 20. Juni vollständig unter seiner Kontrolle war. Schybi wurde einige Tage später gefangen genommen und in Sursee eingekerkert.

## Folgen

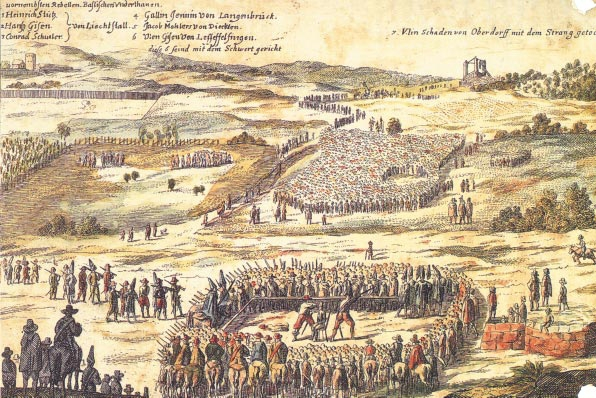
Hinrichtung von sieben Anführern am 24. Juli 1653 bei Basel

Die Obrigkeiten bestraften die Anführer des Huttwiler Bauernbundes unerbittlich. Bern widerrief die Amnestiebedingungen des Friedens von Mellingen und ging hart gegen die Landbevölkerung vor. Die Untertanen wurden mit hohen Geldbussen bestraft und mussten die Kosten für die Militäroperationen übernehmen. Der Rat der Stadt Bern erklärte den Murifeldvertrag für null und nichtig. Die Landbevölkerung wurde entwaffnet; viele Exponenten des Aufstands wurden eingekerkert, gefoltert, zum Tode oder zu einer Galeerenstrafe verurteilt sowie ins Exil verbannt. Schybi wurde am 9. Juli in Sursee hingerichtet, Leuenberger am 27. August in Bern enthauptet und gevierteilt. Seinen Kopf nagelte man an den Galgen, zusammen mit einer der vier Kopien des Huttwiler Bundesbriefes. In Bern wurden 23 Todesurteile verhängt (ohne verschiedene standrechtliche Todesurteile durch Erlachs Armee), in Luzern acht und in Basel sieben. Johann Rudolf Wettstein war massgeblich dafür verantwortlich, dass die sieben Anführer aus der Basler Landschaft öffentlich hingerichtet wurden. Solothurn beugte sich dem massiven politischen Druck Berns und lieferte 19 Personen aus, darunter Adam Zeltner, der enthauptet wurde.
Obwohl die Obrigkeit einen totalen militärischen Sieg errungen hatte, sah sie von weiteren drakonischen Massnahmen gegen die Bevölkerung ab. Der Bauernkrieg hatte klar aufgezeigt, dass die Städte auf die Unterstützung ihrer ländlichen Untertanen angewiesen waren. Nur mit Mühe und nur mit der Hilfe von Zürich und Uri konnte der Aufstand niedergeschlagen werden. Wäre es den Untertanen gelungen, den Huttwiler Bauernbund auf das Zürcher Territorium auszudehnen, hätte der Konflikt möglicherweise eine andere Wende genommen. Die Obrigkeiten waren sich des glückhaften Ausgangs bewusst, was in den folgenden Jahren in ihrer Regierungsweise zum Ausdruck kam. Sie unternahmen zwar Schritte, die Landbevölkerung zu entmachten, erfüllten aber auch zahlreiche der ursprünglichen fiskalischen Forderungen der Untertanen und verminderten auf diese Weise den wirtschaftlichen Druck. In der zweiten Hälfte des 17. Jahrhunderts kam es zu verschiedenen Steuerreformen, die beispielsweise in Luzern die steuerliche Belastung gesamthaft gesehen verringerten.
Der Historiker Andreas Suter stellt die These auf, dass der Schweizer Bauernkrieg von 1653 ein weiteres Vordringen absolutistischer Tendenzen in der Schweiz vereitelte und eine Entwicklung wie in Frankreich nach der Fronde verhinderte. Die Obrigkeiten der eidgenössischen Orte mussten weitaus vorsichtiger agieren und waren gezwungen, ihre ländlichen Untertanen bis zu einem gewissen Grad zu respektieren. Beispielsweise wiesen die Berner ihre Landvögte an, weitaus weniger pompös und autoritär aufzutreten, um so das Konfliktpotenzial zu verringern. Der Rat leitete sogar Verfahren gegen einzelne Landvögte ein, die von der Bevölkerung der Korruption, der Inkompetenz und der ungerechtfertigten Bereicherung beschuldigt worden waren. Beispielsweise wurde Landvogt Samuel Tribolet, der Niklaus Leuenberger verhaftet hatte, Anfang 1654 entlassen, verurteilt und verbannt. Da er sich in die einflussreiche Familie von Graffenried eingeheiratet hatte, durfte er jedoch bereits zwei Jahre später zurückkehren. Abraham Stanyan, britischer Abgesandter in Bern, veröffentlichte 1714 die umfangreiche Abhandlung An account of Switzerland, in der er die obrigkeitliche Herrschaft als ausgesprochen gemässigt beschrieb. Dabei erwähnte er ausdrücklich die geringe Steuerlast im Vergleich zu anderen europäischen Staaten und begründete diese mit der Angst der Regierung vor möglichen Aufständen. Bis zum Zusammenbruch der alten Herrschaftsordnung im Jahr 1798 fehlten den Städteorten die finanziellen Mittel, um dem Beispiel benachbarter Staaten folgend stehende Heere und grosse Beamtenapparate aufzubauen. Das sparsame Schweizer Milizsystem bei Verwaltung und Militär (teilweise bis ins 20. Jahrhundert) wird als eine der Folgen des Bauernkrieges betrachtet.

## Rezeption

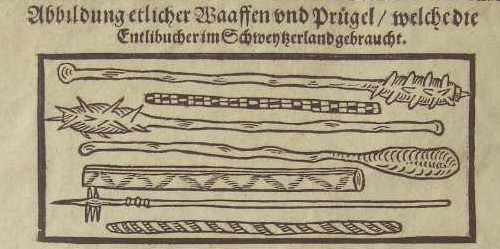
Eine Auswahl der von den Aufständischen verwendeten Waffen

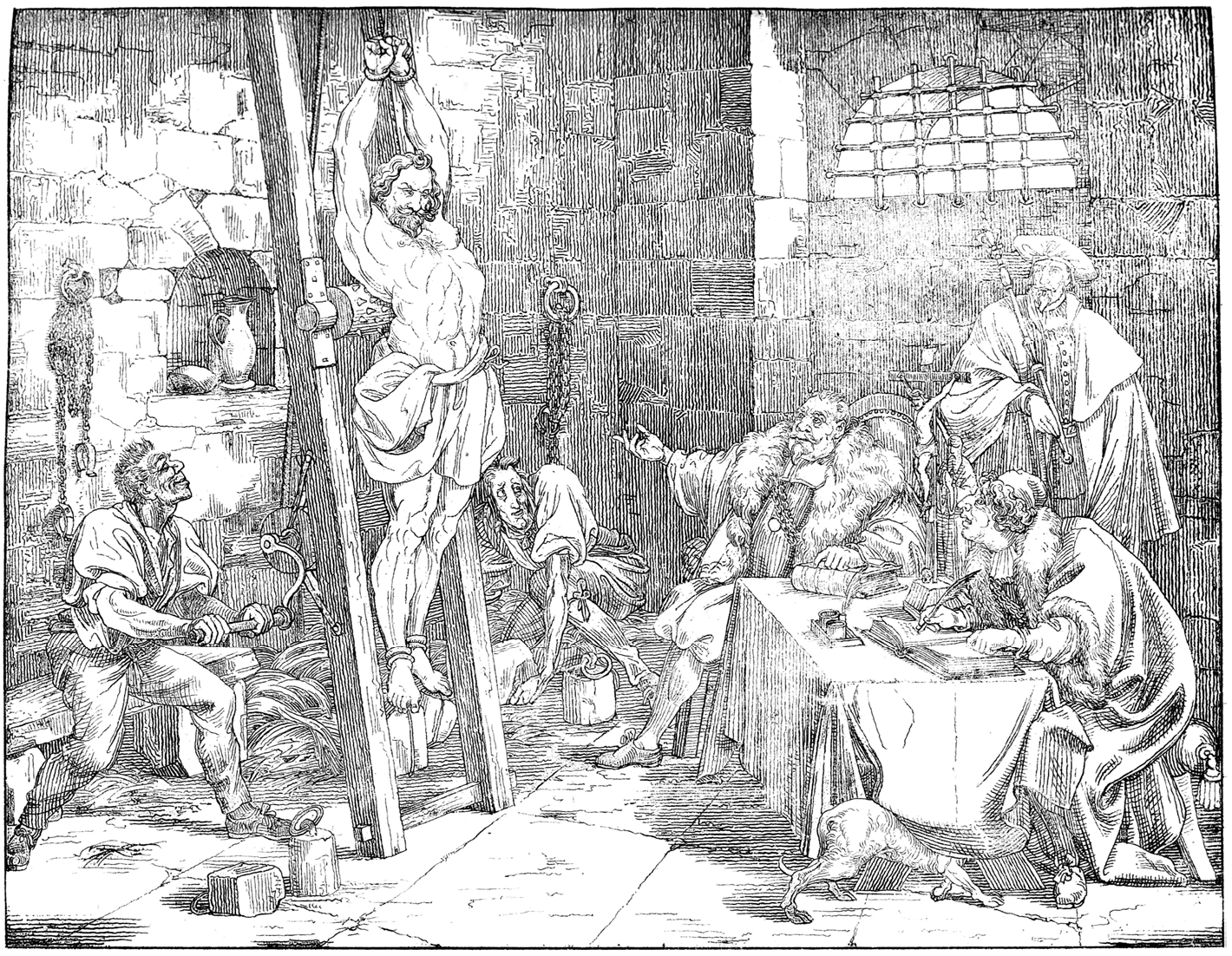
Die 1840 von Martin Disteli angefertigte Zeichnung Schybi auf der Folter zeigt Bauernführer Christian Schybi, der in Sursee gefoltert wird – als Allegorie des gekreuzigten Christus

In den Jahrzehnten nach dem Bauernkrieg versuchten die städtischen Obrigkeiten, die Erinnerung an den beinahe geglückten Aufstand zu unterdrücken. Widerstandssymbole wie Flaggen oder die von den Untertanen verwendeten Waffen, insbesondere die typischen Keulen mit Nägeln (die so genannten Knüttel), wurden gesetzlich verboten, beschlagnahmt und zerstört. Dokumente wie die Bundesbriefe von Huttwil verschwanden in den städtischen Archiven. Jegliches öffentliche Gedenken war bei Todesstrafe verboten, ebenso Wallfahrten zu den Hinrichtungsorten der Anführer und das Singen von Kampfliedern der Aufständischen.
Bern war besonders aktiv beim Versuch, die Erinnerung an das Ereignis auszulöschen, und strebte auch danach, Bildnisse der Anführer zu vernichten. Historische Texte, die während der Zeit des Ancien Régime erschienen, folgen der offiziellen Diktion und erwähnen den Bauernkrieg, wenn überhaupt, nur kurz und mit negativer Wortwahl. Werke mit abweichenden Standpunkten wurden oft verboten. Die Zensur war nicht gänzlich erfolgreich: Im Privaten hielt die Landbevölkerung die Erinnerung an 1653 aufrecht und im Deutschen Reich erschienen verschiedene Erzählungen der Ereignisse.
Im 19. Jahrhundert wurde die offizielle Sichtweise zunehmend in Frage gestellt. Das aristokratische Ancien Régime war während der Koalitionskriege erheblich geschwächt worden, als die Eidgenossenschaft ein französischer Satellitenstaat war. Während der kurzlebigen Helvetik war die Bevölkerung mit demokratischen Idealen in Berührung gekommen. Die Restauration nach dem Ende der napoleonischen Herrschaft erwies sich nur als vorübergehend, bis sich die Schweiz 1848 mit der Verabschiedung der ersten demokratischen Verfassung zu einem Bundesstaat wandelte. Während der Zeit der Regeneration (1830–1848) interpretierten freiheitlich gesinnte Herausgeber den Bauernkrieg von 1653 als Allegorie des Strebens nach einer demokratischen Staatsordnung, an deren Ende die endgültige Überwindung des autoritären Regimes und die Gründung des föderalen Bundesstaates im Jahr 1848 stand. Bekannte Beispiele sind die Illustrationen von Martin Disteli, der Szenen des Bauernkrieges auf diese Weise zeichnete.
Die offizielle Sichtweise blieb zunächst im besten Falle ambivalent. Als beispielsweise 1891 in einer Theaterproduktion anlässlich der 600-Jahr-Feier der Eidgenossenschaft auch der Bauernkrieg dargestellt werden sollte, wurde die entsprechende Szene auf Verlangen der Organisatoren gestrichen. Die ersten Statuen zu Ehren der Aufständischen und ihrer Anführer entstanden anlässlich des 250. Jahrestages. Ein Denkmal für Schybi und Emmenegger wurde am 26. Juli 1903 in Escholzmatt enthüllt, im selben Jahr eine Statue für Leuenberger in Rüderswil, am 25. September 1904 ein Obelisk in Liestal zu Ehren der Kriegsopfer. Die Statue in Rüderswil war ironischerweise von der Ökonomischen Gesellschaft Bern gestiftet worden; diese 1759 gegründete Vereinigung bestand ursprünglich nur aus Mitgliedern der führenden Stadtberner Familien. Weitere Statuen und Gedenktafeln folgten 1953 anlässlich des 300-Jahre-Jubiläums in verschiedenen anderen Orten.
Ideologische Instrumentalisierungen des Bauernkriegs gab es auch im 20. Jahrhundert. In den 1940er und 1950er Jahren interpretierte der Historiker Hans Mühlestein die Ereignisse von 1653 als frühe Revolution einer progressiven Bourgeoisie, passend zum marxistischen Konzept des Klassenkampfes. Zahlreiche spätere Historiker beurteilten diese Ansicht als unhaltbar. Moderne Historiker sind sich im Allgemeinen darüber einig, dass der Bauernkrieg ein wichtiges Ereignis der Schweizer Geschichte darstellt, auch im Vergleich zu anderen Volksaufständen, die im spätmittelalterlichen und frühneuzeitlichen Europa recht häufig vorkamen. Der Schweizer Bauernkrieg von 1653 ist aus drei Gründen bemerkenswert:
1. Der Aufstand breitete sich rasch auf das Territorium anderer Orte aus, während frühere Aufstände in der Eidgenossenschaft ausnahmslos lokale Ereignisse gewesen waren.
2. Die Untertanen waren gut organisiert und konnten ein richtiges Heer gegen ihre Herrscher mobilisieren, was es zuvor nie gegeben hatte. Die Anführer hatten offensichtlich Lehren aus früheren erfolglosen Aufständen gezogen, in die sie verwickelt gewesen waren.
3. Die Forderungen der Untertanen gingen erstmals über die Wiederherstellung althergebrachter Rechte und steuerliche Entlastung hinaus; der Huttwiler Bauernbund stellte den bisher unwidersprochenen Herrschaftsanspruch der Obrigkeit radikal in Frage.[63]

2003 feierte die Stadt Bern das 650-Jahre-Jubiläum des Beitritts zur Eidgenossenschaft mit zahlreichen Anlässen, darunter einer mehrmonatigen Sonderausstellung im Historischen Museum und der Veröffentlichung des Schulbuchs Berns mutige Zeit. Das gleichzeitige 350-Jahre-Jubiläum des Bauernkrieges spiegelte sich in der Stadt nur in einigen Zeitungsartikeln wider. In den ländlichen Regionen des Kantons Bern wurde das Jubiläum dagegen ausgiebig gefeiert, mit Reden, Kolloquien sowie einer Freiluft-Theaterproduktion in Eggiwil.